# Oaktree Capital Management
Oaktree Capital Management, L.P. är en amerikansk multinationell fondförvaltare som förvaltar ett kapital på omkring $130 miljarder för den 31 mars 2019. De har verksamheter i 14 länder på fyra kontinenter världen över.
Företaget grundades 1995 av Steve Kaplan, Bruce Karsh, Larry Keele, Howard Marks, Richard Masson och Sheldon Stone, samtliga var före detta anställda hos fondförvaltaren TCW Group. Den 13 mars 2019 meddelade den kanadensiska fondförvaltaren Brookfield Asset Management att man skulle förvärva 62% av Oaktree för $4,7 miljarder.
De har sitt huvudkontor i Los Angeles i Kalifornien.

## Närvaro
Oaktree har närvaro på följande platser:
| USA: - Houston, Texas - Los Angeles, Kalifornien - New York, New York - Stamford, Connecticut | Internationellt: - Amsterdam, Nederländerna - Dubai, Förenade Arabemiraten - Dublin, Irland - Frankfurt, Tyskland - Hongkong, Kina - London, England, Storbritannien - Luxemburg, Luxemburg - Paris, Frankrike - Peking, Kina - Seoul, Sydkorea - Shanghai, Kina - Singapore - Sydney, Australien - Tokyo, Japan |